# Élections constituantes de 1945 dans la Sarthe
Les élections constituantes françaises de 1945 se déroulent le 21 octobre.

## Mode de scrutin
Les députés sont élus selon le système de représentation proportionnelle suivant la règle de la plus forte moyenne dans le département, sans panachage ni vote préférentiel. Il y a 586 sièges à pourvoir.
Dans le département de la Sarthe, cinq députés sont à élire.

## Élus
Les cinq députés élus sont : 
| Identité             | Parti | Parti |
| -------------------- | ----- | ----- |
| Christian Pineau     |       | SFIO  |
| Henri Ledru          |       | SFIO  |
| Marie Oyon           |       | SFIO  |
| Philippe d'Argenlieu |       | UR    |
| Jean Letourneau      |       | MRP   |

## Résultats

### Résultats à l'échelle du département
| Parti    | Parti                                            | Tête de liste                      | Résultats | Résultats | Sièges | Sièges |
| Parti    | Parti                                            | Tête de liste                      | Voix      | %         |        |        |
| -------- | ------------------------------------------------ | ---------------------------------- | --------- | --------- | ------ | ------ |
|          | Section française de l'Internationale ouvrière   | Christian Pineau                   | 83 746    | 44,22     | 3      |        |
|          | Parti républicain de la liberté                  | Philippe d'Argenlieu               | 34 845    | 18,40     | 1      |        |
|          | Mouvement républicain populaire                  | Jean Letourneau                    | 28 866    | 15,24     | 1      |        |
|          | Parti communiste français                        | Georges Bareau                     | 21 295    | 11,24     | -      |        |
|          | Parti républicain, radical et radical-socialiste | Marcel Lecorps                     | 12 158    | 6,42      | -      |        |
|          | France combattante                               | Jean-François Clouët des Pesruches | 8 473     | 4,47      | -      |        |
|          |                                                  |                                    |           |           |        |        |
| Inscrits | Inscrits                                         | Inscrits                           | 247 852   |           | 5      |        |
| Votants  | Votants                                          | Votants                            | 195 912   | 79,04     |        |        |
| Votants  | Votants                                          | Votants                            | 6 529     | 3,33      |        |        |
| Exprimés | Exprimés                                         | Exprimés                           | 189 383   | 96,67     |        |        |